# Le Tanu

Le Tanu este o comună în departamentul Manche, Franța. În 1 ianuarie 2022 avea o populație de 421 de locuitori.